# Міґнот Дебебе
Міґнот Дебебе (амх. ምኞት ደበበ; нар. 2 вересня 1995, Арба-Мінч, Ефіопія) — ефіопський футболіст, центральний захисник клубу «Сент-Джордж» та національної збірної Ефіопії.

## Клубна кар'єра
Футбольну кар'єру розпочав у «Дедебіті». У футболці вище вказаного клубу в сезоні 2015/16 років дебютував у Прем'єр-лізі Ефіопії. У 2016 році перейшов до «Адама Сіті». У сезоні 2020/21 років виступав за «Авасса Сіті», а 16 вересня 2021 року перейшов до «Сент-Джорджа».

## Кар'єра в збірній
У футболці національної збірної Ефіопії дебютував 26 серпня 2021 року в нічийному (0:0) товариському матчі проти Сьєрра-Леони в Бахр-Дарі. 23 грудня 2021 року опинився у списку гравців, які поїхали на Кубок африканських націй 2021 року. На вище вказаному турнірі зіграв два матчі групового етапу: проти Кабо-Верде (0:1) та Камеруном (1:4).

## Статистика виступів

### У збірній
| Дата       | Місто    | Господарі | Результат | Гості        | Турнір                                    | Голи | Примітки |
| ---------- | -------- | --------- | --------- | ------------ | ----------------------------------------- | ---- | -------- |
| 26-8-2021  | Бахр-Дар | Ефіопія   | 0 – 0     | Сьєрра-Леоне | товариський матч                          | -    | 65'      |
| 29-8-2021  | Бахр-Дар | Ефіопія   | 2 – 1     | Уганда       | товариський матч                          | -    |          |
| 11-11-2021 | Совето   | Ефіопія   | 1 – 1     | Гана         | Відбір до ЧС 2022                         | -    | 95'      |
| 14-11-2021 | Хараре   | Зімбабве  | 1 – 1     | Ефіопія      | Відбір до ЧС 2022                         | -    |          |
| 9-1-2022   | Яунде    | Ефіопія   | 0 – 1     | Кабо-Верде   | Кубок африканських націй 2021 - 1-й раунд | -    | 15'      |
| 13-1-2022  | Яунде    | Камерун   | 4 – 1     | Ефіопія      | Кубок африканських націй 2021 - 1-й раунд | -    |          |
| Усього     |          | Матчів    | 6         |              | Голів                                     | 0    |          |